# Ay, Marne

Aÿ este o comună în departamentul Marne, Franța. În 2009 avea o populație de 4,116 de locuitori.